# 椎那天
大高 あまね／秋山 はるる（おおだか あまね／あきやま はるる）は、日本の女性声優。主にアダルトゲームに声をあてている。東京都在住。
同人関係はすべて「秋山はるる」名義。ソーシャルゲームや美少女ゲームなどの商業流通作品は「大高あまね」名義にて活動。旧名義として椎那 天（しいな あまね）、柊 真冬（ひいらぎ まふゆ）名義で活動している。

## 人物
名義を決定する際、もともと彼女自身が思い入れのある「シイナアマネ」という言葉の響きを用いる前提で、姓の「椎那」にはメッセージを込め、名の「アマネ」には当初「天音」を当てるつもりでいたが、『エンジェル・ハント』の登場人物、椎名天音と被ってしまうのを避けるため、「天」1文字で「アマネ」と読むようにした経緯がある。これにより、間違った読みを元にした「テンさん」があだ名として親しまれているが、一時は名前を間違えられる頻度の高さゆえに、改名を考慮したこともあるという。
自身のプロフィールではラーメンや魚、唐揚げが好物としている。キュウリなどのウリ系が苦手。。

## 出演
太字は主役・メインキャラクター。

### アダルトアニメ
- 君の魔名はリナ・ウィッチ（アリッサ＝里奈・田中）

### アダルトゲーム
2007年
- 学園セイバー ヨーコ（桐崎 ヨーコ）

2008年
- 淫辱スタジオ 最終テイク〜薄汚ねえシンデレラ〜（柏原 恵美莉）
- Evil Eyes -えヴィLあYズ-（新國 瞳）
- カンダタ物語（勇者）
- 人妻温泉2〜子作り温泉旅情〜（美佐子）
- ユグドラシル〜氷の巨人〜（女モンスター）

2009年
- 獣の犠牲 -ケモノノイケニエ-（小日向 可憐）
- 咲だつもの雀（竹井 久）
- The Dream Match jk

2010年
- 妹のオモチャにされてしまう僕（由佳里）
- エイシスに乗り込んでDLsiteのマスコットキャラを陵辱してやる!!!（ディル）
- お姉さまの性処理マゾ便器（高城 綾香、雛嶺 みさき）
- 恋人は男の娘（歩）
- コンビニ少女 完全版（一色さん）
- シコタマ学園ハレンチ女子寮〜ボク女の子なのにシコシコされちゃう〜（吉川 灯）
- 女装魔法少年バトルフライヤーイツキ（イツキ）
- Snow Drop〜first step in spring〜（小日向 さくら）
- ハニーウィッチ☆
- Harem in maze UPPERS
- ぼくのゆめみるみらい（由利絵）
- ma cherie －エゴノカタマリカタマリノエゴ－（ステフィ＝ドナート）
- マボロシノセカイ（バーバラ）
- RINASCIMENTO リナシメント（リリー）
- RINASCIMENTO -偽りの赤き双子座-（リリー）
- りりかる!（横関 深雪）

2011年
- 彼女と彼女と私の七日 -Seven days with the Ghost-（折原 絢子）
- JK交姦〜そこのアナタ、娘の処女を貰ってください〜（七咲 さくら）
- 精液大量注入!5〜オレの高飛車な美少女ご主人様がこんなに盛大にアヘるわけがない!?〜（久木原 あずさ）
- Arpeggio（禊萩葉月）
- 天空の花嫁と。 -僕は妻に、二度目の恋をした-（ビアンカ）
- どっちの姉がいいの!?〜ユレルフタツノココロ〜（みゆ）
- 魔王陥落ちん○づま〜んほおおおおっ!アヘッちゃうぅ!出るぅ!好きになっちゃう?!!!〜（真帆さん、ミーシャ）[6]
- 美衣菜△です! -Loveイチャ同居生活のススメ-（綾崎 美衣菜）
- 牝奴限定戦（倉持 理沙）
- メイドさんあっとほ〜む（メイドさん）
- むすめいと（美夏）
- もんむす・くえすと！前章〜負ければ妖女に犯される〜（イリアス）

2012年
- イブノキセキ〜琥珀の思い出の中で精霊は夢を見る〜（小夏 蜜柑）
- おとこの娘だってデキるもん!〜ワンダフル孕ませライフ〜（ニコ）
- 熟女保健室〜淫らな巨乳に誘われて〜（仙道 和江）
- ひよこストライク!（舞原 獅士王[7]）
  - ひよこフェスティバル!（舞原 獅士王）
- 吾輩はお嫁サンである〜奥様は教え子JK!〜（椎名 睦美[8]）
- FaintTone（成瀬鈴萌）
- ボクのママン捜し〜ママをたずねたら…8人の巨乳妻でした〜（五十嵐 智恵[9]）
- さくら、咲きました。（こっこ[10]）
- パパラブ2軒目〜私たちみ〜んな、お父さん大好き!〜（時田 暮羽[11]）
- 信長も 秀吉も 家康も!?み〜んな腹ボテで天下統一!!（上杉 謙信[12]、風魔 小太郎[13]、雑賀 孫市[14]）
- S.I.S.T.A.R.S:KISS OF TRINITY[15]
- Color of White（霧葉[16]）
- マインドハッカー -お前の心は俺のモノ-（伊藤 由香里[17]）

2013年
- サムライホルモン（神楽坂 小十郎太[18]）
- 魔王さまは男の娘！（ルー）
- まにょっこ☆まこりん 僕(♂)も魔法少女!?（紫苑・アンダーライト[19]）

2014年
- 狼少年は男の娘〜凶暴な女装狼少年が俺に懐くまで〜（大道寺 空）
- はるかかなた（如月 朝陽[20]）
- ママー★きゃんぷ ママと一緒に自然へかえろう♪ （相葉 美栄）

2015年
- その花びらにくちづけを にゅーじぇね!（蘇枋 愛実）
- 君の魔名はリナ・ウィッチ（アリッサ＝里奈・田中）
- 攫ノ雌（氷川 希星）

2016年
- 恋と魔法と管理人〜運命の歯車編〜（大地 秋葉[21]）
- 珊海王の円環（ラファエラ[22]）
- TOKYO EXE GIRLS（末広あやめ、霞ヶ関渓、高円寺 サヨ）

2017年
- 魔王の始め方（スピナ、リル、エレン、メリザンド）
- オトギフロンティア（ボレアス、ヤマツミ、吉備津 桃葉）

2018年
- 対魔忍RPG（イーオ・オライオン）
- CUSTOM ORDER MAID 3D2 GP-01（南町 梅子）
- コイカツ！ アフタースクール（Sッ気）

2019年
- ひとづま～愛した女性は人妻でした～（鵜久森 舞華）
- ハメ堕ち課外授業～嵌められてハメられた!?そんな仕込み棒で教育されたら、もう彼氏じゃアクメできないって～（鳴海 詩乃）
- ゆのまち人妻紀行～温泉で濡れ濡れです!～（更級 真希奈）
- 生意気な妹に催眠術（原田 陽葵）

2020年
- 淫母達の性教育 ～母と息子が、息夫母婦になるまで～（麗華ママ）
- 痴漢電車3 ～孕ませ復讐オトリ捜査官～（早見 葵）
- 楽園歩きのリフレイン（ユリ）
- 義妹達との生活は気持ちいいけど少し疲れる（石川 茜）
- 痴者の夢（宗教勧誘のおばさん）

2021年
- コイカツ！サンシャイン（Sッ気）

## 作品

### 音楽CD
- その花びらにくちづけを にゅーじぇね! 主題歌CD（2015年8月14日）

### 参加楽曲
- PCゲーム『S.I.S.T.A.R.S:KISS OF TRINITY』挿入歌「証-Lunatic SOL burst Remix-」（歌：椎那天、るなちー(唯野ゆいな)、想瑠にゃん(涼貴涼)）
- PCゲーム『Arpeggio』主題歌「証」